# A.S.D. Aquanera Comollo Novi
Associazione Sportiva Dilettantistica Aquanera Comoche Novi là một câu lạc bộ bóng đá Ý, có trụ sở tại Novi Ligure, Piedmont.

## Lịch sử
Câu lạc bộ được thành lập vào năm 2010 sau khi sáp nhập ASD Aquanera (thành lập năm 2001 tại Basaluzzo và cũng đại diện cho thị trấn Fresonara gần đó, và vị trí cuối cùng thứ 10 trong mùa 2009-10 Serie D như là kết quả cuối cùng) (được thành lập tại Novi Ligure và chơi ở Prima Cargetoria Piedmont và Aosta Valley).

### Bị loại
Vào ngày 15 tháng 12 năm 2011, câu lạc bộ đã bị Ủy ban kỷ luật quốc gia loại khỏi Serie D và tất cả bóng đá Ý vì những bất thường khi đăng ký.

## Màu sắc và huy hiệu
Màu sắc của đội là trắng và xanh.